# Fortezza di Ivangorod

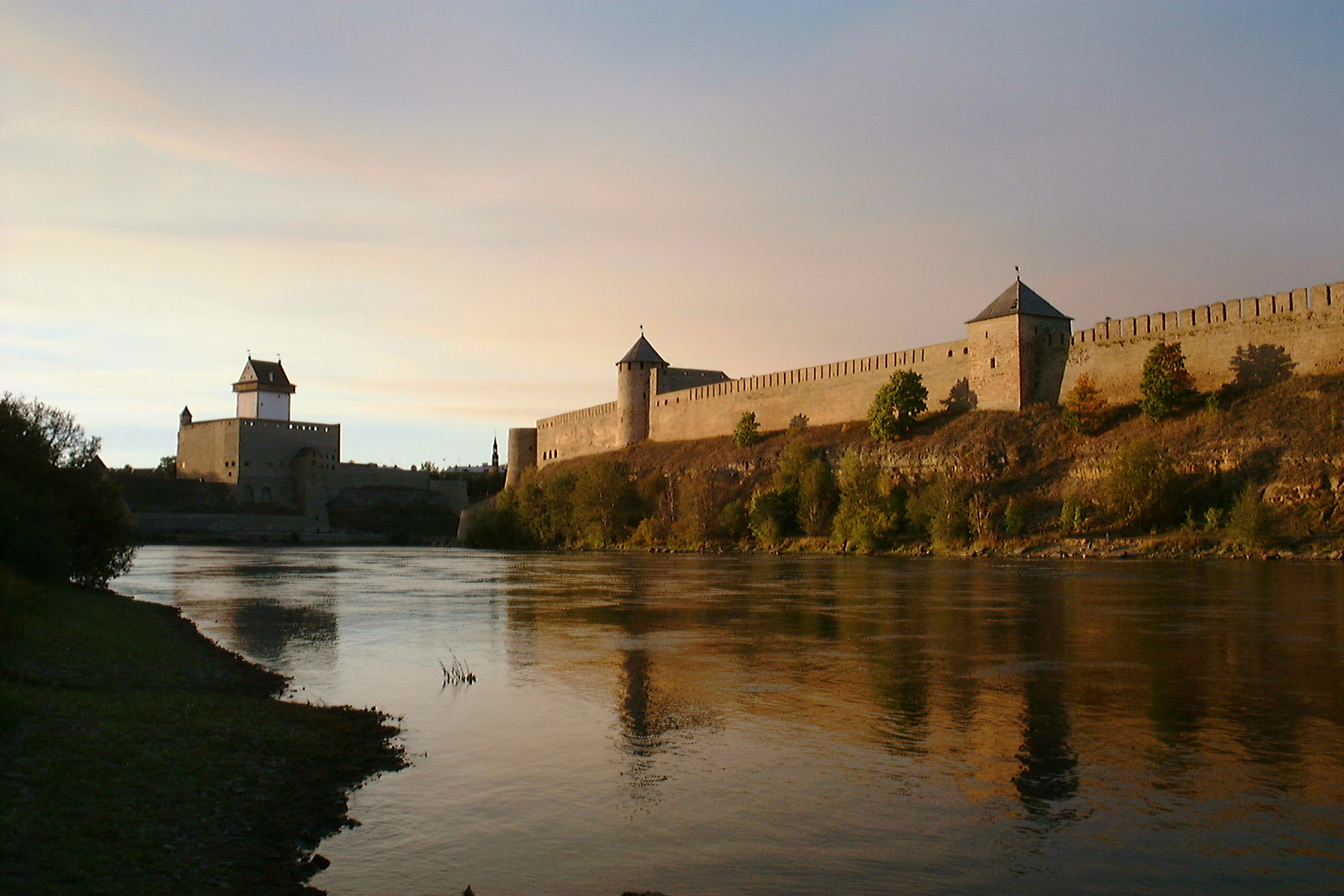
Il castello di Hermann di Narva in Estonia (sulla sinistra) fronteggia la fortezza russa di Ivangorod (sulla destra)

La fortezza di Ivangorod è un castello medievale russo eretto da Ivan III di Russia nel 1492 e da allora sviluppatosi nella città di Ivangorod.
La fortezza domina il fiume Narva, opposta al castello di Hermann ed alla città estone di Narva.

## Storia
L'originario castello venne costruito nell'arco di un'estate, durante il 1492, voluto dal Gran Principe di Moscovia Ivan III. Primaria funzione fu quella di respingere gli attacchi dell’Ordine livoniano. Il castello è quadrangolare, copre un'area di 150 m², mentre le sue mura raggiungono i 14 metri di altezza.
Ivangorod fu riconquistata più avanti durante l'anno dalle forze moscovite, sotto il comando del principe Ivan Gundar e di Michail Kljapin. Tremila soldati giunsero per riprendere il castello, ricostruirlo ed erigere nuove caserme e bastioni più robusti. Per quasi dieci anni, il territorio circostante il castello fu costantemente in guerra, sicché sia la fortezza che le sue circostanze passarono ripetutamente di mano. Il castello venne ricostruito e fortificato numerose volte, divenendo così una delle più imponenti strutture difensive di tutto il XVI secolo. Esso venne ulteriormente espanso durante il XVII secolo, divenendo così un'enorme e tentacolare fortezza, distribuita su molte linee di difesa.
Nel 1704, Pietro il Grande sottrasse il castello alle truppe svedesi, riportando la fortezza sotto controllo russo. All'interno di questa si trovano due chiese: una è dedicata all'Assunzione della Vergine e risale al 1496, mentre l'altra, dedicata a san Nicola è stata eretta alla fine del XV secolo, ma è stata ricostruita in seguito.

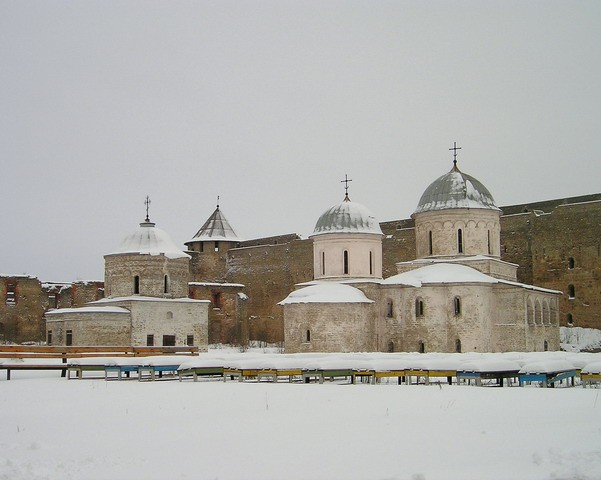
Le chiese San Nicola (1558) e della Dormizione della Vergine (1496) all'interno delle mura della fortezza.

Dall'inizio del XVII secolo in poi, il ruolo militare della fortezza decadde in conseguenza all'evoluzione tecnologica. Nel 1728 venne stilato un rapporto riguardante il ruolo del complesso nell'area, in cui risultava come la fortezza fosse stata trascurata ed avesse di conseguenza scarsa efficienza in caso di combattimento. Fu così ordinato di restaurare la fortezza di Ivangorod, ma, in seguito ad un'ulteriore ispezione, nel 1738 questa venne definitivamente ritenuta non idonea a ricoprire ruoli difensivi.
Nel 1840 vennero apportate alcune migliorie, tra cui il rifacimento delle coperture, ed ulteriori adeguamenti furono effettuati nel 1863 e tra il 1911 ed il 1914. Durante la prima guerra mondiale, la fortezza venne presa dai tedeschi il 25 febbraio 1918. Dal 1919 al 1940 la fortezza appartenne all'Estonia. Nonostante sia passata di mano diverse volte durante la prima metà del XX secolo, la fortezza non svolse in realtà un ruolo significativo durante i combattimenti.
Durante la seconda guerra mondiale, la fortezza fu inizialmente controllata dall'Unione Sovietica (1940-1941) ed in seguito dalla Germania nazista (1941-1944). I tedeschi istituirono due campi per prigionieri di guerra all'interno del complesso e danneggiarono numerose parti della fortezza al momento della ritirata.
Attualmente, la fortezza di Ivangorod è adibita a museo.

## Il museo
Il museo di storia ed arte di Ivangorod ospita opere di Ivan Jakovlevič Bilibin, Aleksandra Pototskaja e numerosi altri autori. Oltre a ciò, sono allestite mostre inerenti alla storia ed alla tradizione locale ed esposizioni di ritrovamenti archeologici avvenuti nelle circostanze. È ospitata inoltre una mostra permanente dedicata alla grande guerra del Nord ed alla guerra di Livonia. Inoltre, sono custoditi modelli delle fortezze della regione circostante, una collezione di armamenti ed una raccolta di documenti e lettere riconducibili a famose personalità, come Fëdor Dostoevskij.